# Dan Barrow
Daniel Hubert Barrow, Jr. (22. juli 1909 - 4. november 1993) var en amerikansk roer.
Barrow vandt bronze i singlesculler ved OL 1936 i Berlin, i en finale hvor Gustav Schäfer fra Tyskland og østrigeren Josef Hasenöhrl vandt henholdsvis guld og sølv.

## OL-medaljer
- 1936:  Bronze i singlesculler